# Monségur (Gironda)
 Monségur  es una población y comuna francesa, situada en la región de Aquitania, departamento de Gironda, en el distrito de Langon y cantón de Monségur.

## Demografía
| 1598 | 1630 | 1618 | 1612 | 1537 | 1429 |
| Para los censos de 1962 a 1999 la población legal corresponde a la población sin duplicidades (Fuente: INSEE [Consultar]) |      |      |      |      |      |